# Досмухамедов, Ержан Калиевич
Ержан Калиевич Досмухамедов (род. 11 ноября 1968) — казахстанский юрист и оппозиционный политической деятель. Основатель незарегистрированной право-центристской политической партии «Атамекен». Проживает в Лондоне.

## Биография
Родился 11 ноября 1968 года. С отличием окончил юридический факультет Ленинградского государственного университета, затем получил степень магистра в области права в США. После получения докторской степени в Оксфорде, провёл год в качестве стажёра в академической программе по юриспруденции Йельском университете.
В 1992—1996 годах работал старшим юрисконсультом в первом после провозглашения независимости парламенте Республики Казахстан и в администрации президента в качестве ассистента, а затем начальником штаба вице-президента Эрика Асанбаева и контролировал Казахстанский институт менеджмента, экономики и прогнозирования. Получал академические гранты от Конгресса США и Фонда Сороса.
С 1999 по 2002 он был сотрудником и членом юридического факультета Оксфордского университета и президентом Банковского форума Оксфордского университета. С 2002 по 2003 был профессором и деканом юридического факультета Казахстанско-Американского университета. Работал в национальной нефтяной компании «Казмунайгазе», где был советником вице-президента Тимура Кулибаева.
В июле 2008 году имя Досмухамедова фигурировало в расследовании The Times, который поймал американского лоббиста Стивена Пейна, предложившего доступ к высшим руководителям США в обмен на пожертвование для Президентской библиотеки Джорджа Буша Пейн иногда называет Досмухамедова, как «Эрик DOS»[значимость факта?].
В конце 2006 года Досмухамедов создал и возглавил партию «Атамекен», которая так и не прошла государственную регистрацию. 15 марта 2007 года заявил в интервью агентству «Рейтер», что хочет изменить свою страну с помощью западных стран. Своими действиями Досмухамедов, по мнению общественного деятеля Жаксыбая Базильбаева, начал борьбу за высшую власть в Казахстане. Спустя несколько месяцев Досмухамедов заявил о том, что на него оказывают «серьёзное давление» и он вынужден покинуть страну.
В 2011 году, проживая за пределами Казахстана, распространил заявление, в котором отметил, что «досрочные выборы навязаны Н. Назарбаевым обществу без каких-либо конституционных оснований. Цель — использовать народ в качестве немой декорации спектакля для продления ещё на 5 лет своих полномочий» и призвал «всех здравомыслящих соотечественников» бойкотировать выборы. В 2016 году, находясь в Лондоне, призывал казахстанцев к незаконным действиям: акции неповиновения 29 апреля и к митингам 21 мая.

## Книги
- В 2002 году в Нью-Йорке, в издательстве Palgrave Macmillan выпустил книгу на английском языке «Foreign direct investment in Kazakhstan : Politico-legal aspects of post-communist transition» (с англ. — «Прямые иностранные инвестиции в Казахстане: политико-правовые аспекты постсоветского переходного периода»)[9].
- В 2011 году выпустил книгу «Расстрелянная демократия Казахстана» в виде сборника статей и собственных интервью[10], в котором подверг критике сложившийся в Казахстане режим Назарбаева и призвал страны Запада ужесточить политику в отношении Казахстана. Книга распространяется исключительно в электронной форме[11].